# 1609 w literaturze
Wydarzenia literackie w 1609 roku.

## Nowe książki
- Inca Garcilaso de la Vega, Comentarios Reales de los Incas
- Lope de Vega, Nowa sztuka pisania komedii

## Nowe dramaty
- Ben Jonson, Epicoene, or The Silent Woman
- Fulke Greville, Mustapha (data wydania)

## Nowe poezje
- Luis Belmonte Bermúdez, Vida del Padre Maestro Ignacio de Loyola
- Thomas Heywood, Troia Britannica, or Great Britain’s Troy
- Edmund Spenser, Two Cantos of Mutabilitie[1], fragmenty nieukończonych ksiąg poematu Królowa wieszczek
- William Szekspir, Sonety